# Сабор у Сремским Карловцима 1748.
На сабору крајем августа 1748. год. у Сремским Карловцима за митрополита буде изабран Исаија Антоновић. На овом сабору буде одлучено да се за сабор највише 70 посланика бира. На овом сабору била су два посланика из Брaшове из Ердеља.